# Web3D
Web3D ban đầu là ý tưởng để hiển thị đầy đủ và điều hướng các trang web bằng 3D.  Theo tiện ích mở rộng, thuật ngữ này hiện chỉ tất cả nội dung 3D tương tác được nhúng vào HTML của trang web và người dùng có thể xem qua trình duyệt web.
Các định dạng và công cụ đáng chú ý bao gồm:
- 3DMLW
- Khung chữ A (VR)
- Định dạng tệp sản xuất phụ gia
- Adobe Shockwave
- Blend4Web
- Java 3D
- JOGL
- LWJGL
- O3D
- Oak3D
- PlayCanvas
- ShiVa
- Three.js
- Unity
- Verge3D
- Quan điểm
- Virtools
- VRML
- Hiệp hội Web3D
- WebGL
- WebVR
- Dây điện
- X3D (phần mở rộng của VRML)
- X3DOM

Chúng chủ yếu được phân biệt bởi năm tiêu chí:
- Đơn giản (Cài đặt tự động, tỷ lệ tiện nghi đã cao)
- Khả năng tương thích (Windows, Mac, Unix..)
- Chất lượng (Hiệu suất, xem Khung hình mỗi giây và chất lượng hiển thị gián tiếp)
- Tính tương tác (Tùy thuộc vào các giải pháp, cơ hội lập trình của họ, người tạo nội dung có ít nhiều tự do trong việc tạo ra tính tương tác)
- Tiêu chuẩn hóa (không có, "vị trí thị trường", bởi một tổ chức tiêu chuẩn, v.v.)